# Reinerkogel
Reinerkogel är en kulle i Österrike.   Den ligger i distriktet Graz Stadt och förbundslandet Steiermark, i den östra delen av landet, 140 km sydväst om huvudstaden Wien. Toppen på Reinerkogel är 500 meter över havet.
Terrängen runt Reinerkogel är kuperad åt nordväst, men åt sydost är den platt. Runt Reinerkogel är det mycket tätbefolkat, med 1 692 invånare per kvadratkilometer.. Närmaste större samhälle är Graz, 3,9 km söder om Reinerkogel. 
Runt Reinerkogel är det i huvudsak tätbebyggt.